# Primera División de Fútbol Femenino Peruano
La Primera División de Fútbol Femenino Peruano, denominada actualmente Liga Femenina FPF, es la máxima categoría femenina de los campeonatos de fútbol oficiales en el Perú. Comenzó a disputarse desde 1996 con el Campeonato Metropolitano de Fútbol Femenino (1996-2007), continuó con el Campeonato Nacional de Fútbol Femenino (2008-2017), siguió con la Copa Perú Femenina (2018-2019) y actualmente con la Liga Femenina FPF (desde 2021), la cual cuenta con la participación de catorce clubes de distintas regiones del país. Todos estos torneos de primera división han sido organizados por la Federación Peruana de Fútbol. 
Históricamente, el primer campeón de primera división fue el Club Universitario de Deportes al ganar el Campeonato Metropolitano de Fútbol Femenino de 1996, siendo también el equipo con más títulos al ostentar diez torneos ganados (cinco campeonatos metropolitanos, tres campeonatos nacionales, una Copa Perú Femenina y una Liga Femenina FPF), seguido por JC Sport Girls con seis torneos ganados (dos campeonatos metropolitanos y cuatro campeonatos nacionales).
Desde su primera edición oficial bajo el formato de Campeonato Metropolitano de Fútbol Femenino en 1996, la primera división se ha disputado en 25 ocasiones y fue interrumpida únicamente en 2020, debido a la pandemia del Covid 19. A partir de 2008, la primera división se juega a nivel nacional y otorga un cupo a la Copa Libertadores de América Femenina; siendo el club Association White Star de Arequipa el primer campeón nacional y el primer representante del fútbol femenino peruano en la Copa Libertadores Femenina. 
En cuanto a títulos consecutivos, Universitario se destaca por tener dos tricampeonatos -uno bajo el formato de Campeonato Metropolitano (2001-2003) y uno a nivel nacional (2014-2016)- así como un bicampeonato metropolitano (1996-1997). Asimismo, destacan Sporting Cristal con su bicampeonato metropolitano (1998-1999) y JC Sport Girls con su tricampeonato nacional (2010-2011-2012). Finalmente, también sobresale el bicampeonato invicto (2021-2022) de Alianza Lima en la Liga Femenina FPF.

## Historia

### Inicios del fútbol femenino en el Perú
De acuerdo con una nota del diario El Comercio, existen evidencias de que el fútbol femenino se habría practicado en el Perú desde 1900. Sin embargo, es desde la década de 1950 en que se cuenta con un mayor registro de la aparición de espacios comunitarios en los que las mujeres peruanas jugaban al fútbol, ya sea como hobby o como parte de actividades lúdicas, así como de la organización de los primeros equipos y torneos locales. Uno de estos tempranos esfuerzos por brindar un espacio organizado para la práctica del fútbol femenino en el Perú, fue la conformación del equipo femenino del club Universitario de Deportes en 1952. Sin embargo, debido a la falta de apoyo y reconocimiento oficial, el desarrollo del fútbol femenino se vio obstaculizado durante mucho tiempo. Las mujeres futbolistas enfrentaron discriminación, falta de infraestructura adecuada y escasez de oportunidades para competir a nivel nacional e internacional. Aun así, el 21 de julio de 1971 se jugó por primera vez un partido internacional de fútbol femenino en el Perú. Un combinado peruano hizo frente a la aún no oficial selección femenina de fútbol de México, perdiendo frente a la visita por 3-1 en el Estadio Nacional de Lima. Más allá del adverso resultado, fue un paso gigante para el fútbol femenino en el Perú.
Pese a estos primeros esfuerzos, las competiciones realizadas en aquellos años no tuvieron carácter oficial y se llevaron a cabo normalmente como eventos de exhibición. Habría que esperar hasta 1996 en que la Federación Peruana de Fútbol decidió organizar por primera vez un torneo oficial de clubes, naciendo así la primera división del fútbol femenino en el Perú.

### Campeonato Metropolitano de Fútbol Femenino (1996-2007)
Al igual que en el torneo de clubes de varones, la primera división femenina también empezó con competiciones de tipo amateur . En el año 1996 inició la historia del fútbol femenino en el Perú con la creación del Campeonato Metropolitano de Fútbol Femenino organizado por la Federación Peruana de Fútbol y jugado exclusivamente con clubes de Lima y Callao, siendo el campeón de la primera edición el club Universitario de Deportes, logro que repetiría la temporada siguiente, alcanzando así el primer bicampeonato de la historia del fútbol femenino. Dicho logro sería luego igualado por el Sporting Cristal al hacerse con los títulos de los años 1998 y 1999. Posteriormente, el Universitario de Deportes se alzaría con el primer tricampeonato oficial del fútbol femenino con los títulos de 2001, 2002 y 2003. JC Sport Girls campeonó en las ediciones del 2004 y 2006. En el año 2005, la FPF decidió no realizar un torneo para priorizar la participación en los Juegos Bolivarianos de 2005. No hay información respecto al torneo del 2007.

### Campeonato Nacional de Fútbol Femenino (2008-2017)
A partir del año 2008 la Federación Peruana de Fútbol modifica el esquema de competición con la finalidad de otorgarle alcance nacional y descentralizado, estructurando el torneo en tres etapas: una etapa provincial, una etapa regional y una etapa nacional. Este nuevo formato fue designado como Campeonato Nacional de Fútbol Femenino, e incorporó al anterior Campeonato Metropolitano de Fútbol Femenino en su etapa regional como Región IV (Lima & Callao).
| Etapa regional | Departamentos                              |
| -------------- | ------------------------------------------ |
| Región I       | Amazonas, Lambayeque, Piura, Tumbes        |
| Región II      | Áncash, Cajamarca, La Libertad, San Martín |
| Región III     | Loreto, Ucayali                            |
| Región IV      | Lima, Callao                               |
| Región V       | Huánuco, Junín, Pasco                      |
| Región VI      | Ayacucho, Huancavelica, Ica                |
| Región VII     | Arequipa, Moquegua, Tacna                  |
| Región VIII    | Apurímac, Cusco, Madre de Dios, Puno       |

La etapa nacional tuvo formato de eliminación directa y estaba conformado por 8 equipos ganadores de las regiones del país, permitiendo desde el año 2009 que el equipo campeón clasificara a la Copa Libertadores Femenina. El primer campeón bajo este formato nacional fue el equipo White Star. En ese mismo año, la Federación Peruana de Fútbol y la FIFA acordaron incorporar a la Asamblea de Bases de la FPF a representantes del Campeonato de Fútbol Femenino, otorgándole así a una mayor participación en las decisiones del ente rector del fútbol peruano. En el año 2012 el equipo JC Sport Girls obtuvo el tricampeonato, mientras que en el año 2016 el equipo del club Universitario de Deportes obtuvo su segundo tricampeonato. A partir del año 2017 la Federación Peruana de Fútbol decidió acomodar su calendario al de la Conmebol para que los torneos locales femeninos no se cruzaran con el desarrollo de la Copa Libertadores de Fútbol Femenino. Hasta ese momento, el calendario del torneo no tenía relación con el calendario anual; es decir, el campeonato nacional de un año se definía al año siguiente.

### Copa Perú Femenina (2018-2019)
A partir de 2018 la Federación Peruana de Fútbol reorganiza el torneo de primera división bajo el nombre de Copa Perú Femenina que siguió manteniendo un carácter amateur. Su primer campeón como primera división fue el Municipalidad de Majes de Arequipa (2018) y su segundo y último campeón como torneo de primera división fue Universitario de Deportes (2019). Con la llegada de la pandemia del Covid-19 al Perú, el torneo dejó de realizarse y posteriormente fue sucedida por la Liga Femenina FPF desde el 2021 en la categoría de primera división. Sin embargo, desde el 2022 la Copa Perú Femenina se reinició aunque como torneo de segunda categoría con ascenso a la Primera División Femenina - Liga Femenina FPF. El primer campeón como segunda categoría fue el Melgar de Arequipa y su primer subcampeón fue el Defensores del Ilucán. Ambos equipos ascendieron a la Liga Femenina FPF 2023.

### Liga Femenina FPF (2020-actualidad)
En el año 2020 la Federación Peruana de Fútbol decide comenzar a profesionalizar el fútbol femenino para lo cual emite la Resolución N° 014-2020-FPF que dispone «fortalecer el tradicional Sistema Nacional de Campeonatos de Futbol Femenino, denominado en adelante, Copa Femenina 2020». Sin embargo, debido a la Pandemia del COVID-19 se pospuso el inicio. 
En el año 2021 se retomó ese nuevo formato y se disputó bajo el nombre de Liga Femenina FPF y el auspicio de la cadena televisora privada Movistar TV. El primer campeón bajo este formato profesional nacional fue el Club Alianza Lima tras vencer 1-0 en la final a Club Universitario de Deportes
En el año 2022, el público retornó a los estadios a diferencia del año anterior, además Pluspetrol fue el primer auspiciador oficial de la liga. Alianza Lima consiguió el bicampeonato, mientras que Sport Boys y Universidad Técnica de Cajamarca fueron los primeros descendidos a la Copa Perú Femenina 2023.
Para el 2023, los clásicos rivales Alianza Lima y Universitario de Deportes se verían de nuevo por la final, en la ida fue victoria por 1-0 para las íntimas, no obstante, el equipo crema remontó en la vuelta por 2-0 ganando su décimo título.

## Equipos

### Equipos participantes 2025
A lo largo de la historia de la Primera División del Fútbol Femenino hubo innumerables equipos participantes, de los cuales algunos fueron partícipes del Campeonato Metropolitano como Universitario (1996-1997, 2001-2003), Alianza Lima (1996, 1997) y Sporting Cristal (1996-2000). Otros fueron parte del Campeonato Nacional en su Etapa Nacional como Universitario (2014-2015) y UNSAAC (2009).
Asimismo, algunos equipos compitieron en la Copa Perú en su Etapa Regional, como Alianza Lima, Flamengo FBC y Universitario en 2019, cuando fungía como máxima división. Finalmente, otros hicieron su debut en la Liga Femenina como los mencionados a continuación:
| Equipo                    | Ciudad     | Primera Participación | Temporadas Totales | Títulos / mejor resultado | Último Título en Primera División | Ubicación en la Temporada 2024 |
| ------------------------- | ---------- | --------------------- | ------------------ | ------------------------- | --------------------------------- | ------------------------------ |
| Alianza Lima              | Lima       | 1996                  | 8                  | 3                         | 2024                              | Campeón                        |
| Biavo FC                  | Bellavista | 2024                  | 2                  | 7°                        | —                                 | 1° PO Descenso                 |
| Carlos A. Mannucci        | Trujillo   | 2021                  | 5                  | 1                         | —                                 | Semifinalista                  |
| Defensores del Ilucán     | Cutervo    | 2023                  | 3                  | 6°                        | —                                 | 6° PO Campeonato               |
| FBC Melgar                | Arequipa   | 2023                  | 3                  | 5°                        | —                                 | 5° PO Campeonato               |
| Flamengo FBC              | Huancayo   | 2019                  | 2                  | 7°                        | —                                 | Ascendió                       |
| Killas                    | Lima       | 2021                  | 5                  | 7°                        | —                                 | 3° PO Descenso                 |
| Real Áncash FC            | Huaraz     | 2025                  | 1                  | —                         | —                                 | Ascendió                       |
| Sporting Cristal          | Lima       | 1996                  | 10                 | 2                         | 1999                              | Semifinalista                  |
| Universidad César Vallejo | Trujillo   | 2021                  | 5                  | 1                         | —                                 | 2° PO Descenso                 |
| Universitario             | Lima       | 1996                  | 14                 | 10                        | 2023                              | Subcampeón                     |
| UNSAAC                    | Cuzco      | 2009                  | 3                  | 1                         | —                                 | 4° PO Descenso                 |

### Equipos por región
| Equipos por Región | Equipos por Región | Equipos por Región                                        | Equipos por Región |
| Región             | N.º                | Equipos                                                   | Mapa |
| ------------------ | ------------------ | --------------------------------------------------------- | --- |
| Lima               | 4                  | Alianza Lima, FC Killas, Sporting Cristal y Universitario | Universitario · Alianza · Lima Sporting Cristal · FC Killas C. Mannucci · U. César Vallejo Def. del Ilucán FBC Melgar UNSAAC Biavo FC Real Áncash FC Flamengo FBC Localización de los equipos de la Primera División Femenina 2025 |
| La Libertad        | 2                  | Carlos A. Mannucci y Universidad César Vallejo            | Universitario · Alianza · Lima Sporting Cristal · FC Killas C. Mannucci · U. César Vallejo Def. del Ilucán FBC Melgar UNSAAC Biavo FC Real Áncash FC Flamengo FBC Localización de los equipos de la Primera División Femenina 2025 |
| Áncash             | 1                  | Real Áncash FC                                            | Universitario · Alianza · Lima Sporting Cristal · FC Killas C. Mannucci · U. César Vallejo Def. del Ilucán FBC Melgar UNSAAC Biavo FC Real Áncash FC Flamengo FBC Localización de los equipos de la Primera División Femenina 2025 |
| Arequipa           | 1                  | FBC Melgar                                                | Universitario · Alianza · Lima Sporting Cristal · FC Killas C. Mannucci · U. César Vallejo Def. del Ilucán FBC Melgar UNSAAC Biavo FC Real Áncash FC Flamengo FBC Localización de los equipos de la Primera División Femenina 2025 |
| Cajamarca          | 1                  | Defensores del Ilucán                                     | Universitario · Alianza · Lima Sporting Cristal · FC Killas C. Mannucci · U. César Vallejo Def. del Ilucán FBC Melgar UNSAAC Biavo FC Real Áncash FC Flamengo FBC Localización de los equipos de la Primera División Femenina 2025 |
| Cusco              | 1                  | UNSAAC                                                    | Universitario · Alianza · Lima Sporting Cristal · FC Killas C. Mannucci · U. César Vallejo Def. del Ilucán FBC Melgar UNSAAC Biavo FC Real Áncash FC Flamengo FBC Localización de los equipos de la Primera División Femenina 2025 |
| Junín              | 1                  | Flamengo FBC                                              | Universitario · Alianza · Lima Sporting Cristal · FC Killas C. Mannucci · U. César Vallejo Def. del Ilucán FBC Melgar UNSAAC Biavo FC Real Áncash FC Flamengo FBC Localización de los equipos de la Primera División Femenina 2025 |
| San Martín         | 1                  | Biavo FC                                                  | Universitario · Alianza · Lima Sporting Cristal · FC Killas C. Mannucci · U. César Vallejo Def. del Ilucán FBC Melgar UNSAAC Biavo FC Real Áncash FC Flamengo FBC Localización de los equipos de la Primera División Femenina 2025 |

### Infraestructura de los clubes
Los clubes participantes que tienen Estadio propio, son Universitario de Deportes (Estadio Monumental - "U", para  80093 espectadores, y Estadio Lolo Fernández - "U", para 4 mil espectadores), Alianza Lima (Estadio Alejandro Villanueva, para 33938 espectadores), y César Vallejo (Estadio Cesar Acuña, para 2 mil espectadores). Hay otros clubes peruanos con Estadios para algunos miles de espectadores, pero no están participando en la Liga Femenina de Fútbol. 
Los clubes participantes que tienen campos de fútbol propios donde pueden entrenar sus equipos (e incluso jugar de locales) son Universitario de Deportes con 14 campos de fútbol (distribuidos entre sus tres sedes, en Lima), Sporting Cristal con 5 campos de fútbol (en La Florida, en Lima), FBC Melgar con 3 campos (en su segunda sede, en Arequipa), César Vallejo también con 3 (en la Villa Poeta, en Trujillo)  y Alianza Lima con 2 (en su sede institucional, en Lima).
En cambio, la mayoría de los clubes peruanos participantes en la Primera División de la Liga Femenina de Fútbol carece de Estadio propio para jugar los partidos correspondientes a su localía, y tampoco tienen campos de fútbol propios para entrenamiento de sus equipos, de manera que para jugar de locales o para entrenar tienen que hacerlo en Estadios o campos de fútbol de otros clubes peruanos o del Estado peruano (IPD, Municipalidades, Universidades, etc.).

## Palmarés

### Era amateur

#### Campeonato Metropolitano (1996-2007)[26]
| Año  | Campeón                                                                | Subcampeón                                                             |
| ---- | ---------------------------------------------------------------------- | ---------------------------------------------------------------------- |
| 1996 | Universitario de Deportes                                              | Desconocido                                                            |
| 1997 | Universitario de Deportes                                              | Sporting Cristal                                                       |
| 1998 | Sporting Cristal                                                       | Sport Coopsol                                                          |
| 1999 | Sporting Cristal                                                       | Desconocido                                                            |
| 2000 | Sport Coopsol                                                          | Desconocido                                                            |
| 2001 | Universitario de Deportes                                              | Sport Boys                                                             |
| 2002 | Universitario de Deportes                                              | Sport Boys                                                             |
| 2003 | Universitario de Deportes                                              | Sport Boys                                                             |
| 2004 | JC Sport Girls                                                         | Sport Boys                                                             |
| 2005 | No se disputó por la participación en los Juegos Bolivarianos de 2005. | No se disputó por la participación en los Juegos Bolivarianos de 2005. |
| 2006 | JC Sport Girls                                                         | Mun. Santiago de Surco                                                 |
| 2007 | Desconocido                                                            | Desconocido                                                            |

#### Campeonato Nacional de Fútbol Femenino (2008-2017)[26]
| Año  | Campeón                           | Subcampeón                         |
| ---- | --------------------------------- | ---------------------------------- |
| 2008 | White Star                        | Estudiantes Universitarios (Cusco) |
| 2009 | Universidad Particular de Iquitos | UNSAAC (Cusco)                     |
| 2010 | JC Sport Girls                    | River San Borja (Lima)             |
| 2011 | JC Sport Girls                    | Electro Oriente (Iquitos)          |
| 2012 | JC Sport Girls                    | Internacional                      |
| 2013 | Real Maracaná                     | Internacional                      |
| 2014 | Universitario de Deportes         | Alfredo Vargas Guerra (Loreto)     |
| 2015 | Universitario de Deportes         | CGTP (Loreto)                      |
| 2016 | Universitario de Deportes         | Ramiro Villaverde (Junín)          |
| 2017 | JC Sport Girls                    | Deportivo Educación (Apurímac)     |

#### Copa Perú Femenina (2018-2019)[26]
| Año  | Campeón                   | Subcampeón            |
| ---- | ------------------------- | --------------------- |
| 2018 | Municipalidad de Majes    | JC Sport Girls        |
| 2019 | Universitario de Deportes | Amazon Sky de Iquitos |

### Era profesional[28]

#### Liga Femenina: (2020-Actualidad)[26]
| Año  | Campeón                                          | Subcampeón                                       |
| 2020 | No se disputó debido a la Pandemia del COVID-19. | No se disputó debido a la Pandemia del COVID-19. |
| ---- | ------------------------------------------------ | ------------------------------------------------ |
| 2021 | Alianza Lima                                     | Universitario de Deportes                        |
| 2022 | Alianza Lima                                     | Carlos A. Mannucci                               |
| 2023 | Universitario de Deportes                        | Alianza Lima                                     |
| 2024 | Alianza Lima                                     | Universitario de Deportes                        |

### Títulos por equipos
| Equipo                      | Títulos | Subtítulos | Campeonato Obtenidos                 | Campeonato Obtenidos                               | Campeonato Obtenidos           | Campeonato Obtenidos                |
| Equipo                      | Títulos | Subtítulos | Era Amateur                          | Era Amateur                                        | Era Amateur                    | Era Profesional                     |
| Equipo                      | Títulos | Subtítulos | Campeonato Metropolitano (1996-2007) | Campeonato Nacional de Fútbol Femenino (2008-2017) | Copa Perú Femenina (2018-2019) | Liga Femenina FPF (2020-Actualidad) |
| --------------------------- | ------- | ---------- | ------------------------------------ | -------------------------------------------------- | ------------------------------ | ----------------------------------- |
| Universitario de Deportes   | 10      | 2          | 1996, 1997, 2001, 2002, 2003         | 2014, 2015, 2016                                   | 2019                           | 2023                                |
| JC Sport Girls              | 6       | 1          | 2004, 2006                           | 2010, 2011, 2012, 2017                             |                                |                                     |
| Alianza Lima                | 3       | 1          |                                      |                                                    |                                | 2021, 2022, 2024                    |
| Sporting Cristal            | 2       | 1          | 1998, 1999                           |                                                    |                                |                                     |
| Sport Coopsol (D)           | 1       | 0          | 2000                                 |                                                    |                                |                                     |
| White Star                  | 1       | 0          |                                      | 2008                                               |                                |                                     |
| Univ. Particular de Iquitos | 1       | 0          |                                      | 2009                                               |                                |                                     |
| Real Maracaná               | 1       | 0          |                                      | 2013                                               |                                |                                     |
| Municipalidad de Majes      | 1       | 0          |                                      |                                                    | 2018                           |                                     |

(D): Equipo desaparecido.

## Patrocinios
Debe señalarse que el patrocinador es quien determina el nombre comercial de la liga. La Primera División de Fútbol Femenino del Perú tuvo dos patrocinadores:

### Liga Femenina FPF (2021 - actualidad)
| Patrocinador   | Denominación comercial      | Temporada          |
| -------------- | --------------------------- | ------------------ |
| Sin patrocinio | Sin denominación            | 2021               |
| Pluspetrol     | Liga Femenina Pluspetrol    | 2022               |
| Apuesta Total  | Liga Femenina Apuesta Total | 2023 - actualmente |